# Saint-Martin-de-Bonfossé
Saint-Martin-de-Bonfossé és un municipi francès situat al departament de la Manche i a la regió de Normandia. L'any 2007 tenia 537 habitants.

## Demografia

### Població
El 2007 la població de fet de Saint-Martin-de-Bonfossé era de 537 persones. Hi havia 216 famílies de les quals 48 eren unipersonals (28 homes vivint sols i 20 dones vivint soles), 76 parelles sense fills, 80 parelles amb fills i 12 famílies monoparentals amb fills.
La població ha evolucionat segons el següent gràfic:
Habitants censats

### Habitatges
El 2007 hi havia 243 habitatges, 215 eren l'habitatge principal de la família, 14 eren segones residències i 15 estaven desocupats. Tots els 241 habitatges eren cases. Dels 215 habitatges principals, 184 estaven ocupats pels seus propietaris i 31 estaven llogats i ocupats pels llogaters; 1 tenia una cambra, 4 en tenien dues, 31 en tenien tres, 60 en tenien quatre i 119 en tenien cinc o més. 172 habitatges disposaven pel capbaix d'una plaça de pàrquing. A 88 habitatges hi havia un automòbil i a 116 n'hi havia dos o més.

### Piràmide de població
La piràmide de població per edats i sexe el 2009 era:
| Homes | Edats   | Dones |
| ----- | ------- | ----- |
| 0     | 95 o +  | 0     |
| 0     | 90 a 94 | 4     |
| 0     | 85 a 89 | 4     |
| 8     | 80 a 84 | 0     |
| 8     | 75 a 79 | 16    |
| 8     | 70 a 74 | 16    |
| 12    | 65 a 69 | 0     |
| 8     | 60 a 64 | 32    |
| 16    | 55 a 59 | 8     |
| 12    | 50 a 54 | 32    |
| 44    | 45 a 49 | 24    |
| 12    | 40 a 44 | 28    |
| 12    | 35 a 39 | 12    |
| 20    | 30 a 34 | 12    |
| 12    | 25 a 29 | 12    |
| 12    | 20 a 24 | 4     |
| 28    | 15 a 19 | 20    |
| 12    | 10 a 14 | 24    |
| 28    | 5 a 9   | 12    |
| 8     | 0 a 4   | 0     |

## Economia
El 2007 la població en edat de treballar era de 340 persones, 255 eren actives i 85 eren inactives. De les 255 persones actives 239 estaven ocupades (127 homes i 112 dones) i 16 estaven aturades (9 homes i 7 dones). De les 85 persones inactives 49 estaven jubilades, 20 estaven estudiant i 16 estaven classificades com a «altres inactius».

### Ingressos
El 2009 a Saint-Martin-de-Bonfossé hi havia 217 unitats fiscals que integraven 566 persones, la mediana anual d'ingressos fiscals per persona era de 15.035 €.

### Activitats econòmiques
Dels 12 establiments que hi havia el 2007, 7 eren d'empreses de construcció, 4 d'empreses de comerç i reparació d'automòbils i 1 d'una empresa financera.
Dels 6 establiments de servei als particulars que hi havia el 2009, 2 eren paletes, 2 fusteries, 1 lampisteria i 1 electricista.
L'any 2000 a Saint-Martin-de-Bonfossé hi havia 35 explotacions agrícoles que ocupaven un total de 752 hectàrees.

## Equipaments sanitaris i escolars
El 2009 hi havia una escola elemental integrada dins d'un grup escolar amb les comunes properes formant una escola dispersa.

## Poblacions més properes
El següent diagrama mostra les poblacions més properes.